# 横浜市立野庭中学校
横浜市立野庭中学校（よこはましりつ のばちゅうがっこう）は、神奈川県横浜市港南区野庭町に所在していた公立中学校。2020年4月に横浜市立丸山台中学校と統合した。

## 概要
野庭住宅・野庭団地内に位置する。生徒数の減少により2018年から横浜市立丸山台中学校への統合が検討され、2020年4月に丸山台中学校と統合した。
また、野庭中学校の閉校により、市内に小・中・高校名に「野庭」のみを含む学校はなくなった。

## 沿革
- 1974年9月 - 横浜市立上永谷中学校の分校として開校
- 2020年3月25日 - 閉校式[5]

## 著名な卒業生
- 松浦勝人 - 音楽プロデューサー、実業家
- 畑農鋭矢 - 経済学者
- 坂田大輔 - 元サッカー選手